# Qatar Ladies Open 2020 - Qualificazioni singolare
Le qualificazioni del singolare femminile del Qatar Ladies Open 2020 sono state un torneo di tennis preliminare per accedere alla fase finale della manifestazione. Le vincitrici dell'ultimo turno sono entrate di diritto nel tabellone principale. In caso di ritiro di una o più giocatrici aventi diritto, a queste sono subentrate le lucky loser, ossia le giocatrici che avevano perso nell'ultimo turno ma che avevano una classifica più alta rispetto alle altre partecipanti che avevano comunque perso nel turno finale.

## Teste di serie
1. Kateřina Siniaková (qualificata)
2. Anna Blinkova (primo turno)
3. Bernarda Pera (qualificata)
4. Kristýna Plíšková (primo turno)
5. Jil Teichmann (qualificata)
6. Daria Kasatkina (qualificata)
7. Laura Siegemund (qualificata)
8. Kirsten Flipkens (qualificata)

1. Patricia Maria Țig (ritirata)
2. Misaki Doi (ultimo turno, lucky loser)
3. Viktorija Golubic (primo turno)
4. Tímea Babos (ultimo turno, lucky loser)
5. Camila Giorgi (ultimo turno)
6. Varvara Gracheva (primo turno)
7. Peng Shuai (primo turno)
8. Greet Minnen (ultimo turno)

## Qualificate
1. Kateřina Siniaková
2. Priscilla Hon
3. Bernarda Pera
4. Tereza Martincová

1. Jil Teichmann
2. Daria Kasatkina
3. Laura Siegemund
4. Kirsten Flipkens

### Lucky loser
1. Misaki Doi

1. Tímea Babos

## Tabellone

### Legenda
| - Q = Qualificato - WC = Wild card - LL = Lucky loser | - ALT = Alternate - SE = Special Exempt - PR = Protected Ranking | - w/o = Walkover - r = Ritirato - d = Squalificato |

### Sezione 1
|  | Primo turno | Primo turno        | Primo turno        | Primo turno | Primo turno |  |  | Ultimo turno | Ultimo turno       | Ultimo turno       | Ultimo turno | Ultimo turno |  |
|  |             |                    |                    |             |             |  |  |              |                    |                    |              |              |  |
|  | 1           | Kateřina Siniaková | Kateřina Siniaková | 6           | 6           |  |  |              |                    |                    |              |              |  |
|  |             | Han Xinyun         | Han Xinyun         | 2           | 2           |  |  | 1            | Kateřina Siniaková | Kateřina Siniaková | 6            | 6            |  |
|  | WC          | Inès Ibbou         | Inès Ibbou         | 1           | 3           |  |  | 12           | Tímea Babos        | Tímea Babos        | 3            | 4            |  |
|  | 12          | Tímea Babos        | Tímea Babos        | 6           | 6           |  |  |              |                    |                    |              |              |  |

### Sezione 2
|  | Primo turno | Primo turno        | Primo turno        | Primo turno | Primo turno |  |  | Ultimo turno | Ultimo turno       | Ultimo turno | Ultimo turno | Ultimo turno |  |
|  |             |                    |                    |             |             |  |  |              |                    |              |              |              |  |
|  | 2           | Anna Blinkova      | Anna Blinkova      | 3           | 3           |  |  |              |                    |              |              |              |  |
|  |             | Liudmila Samsonova | Liudmila Samsonova | 6           | 6           |  |  |              | Liudmila Samsonova | 6            | 4            | 62           |  |
|  |             | Priscilla Hon      | Priscilla Hon      | 6           | 6           |  |  |              | Priscilla Hon      | 3            | 6            | 7            |  |
|  | Alt         | Lucie Hradecká     | Lucie Hradecká     | 4           | 1           |  |  |              |                    |              |              |              |  |

### Sezione 3
|  | Primo turno | Primo turno      | Primo turno | Primo turno | Primo turno |  |  | Ultimo turno | Ultimo turno  | Ultimo turno | Ultimo turno | Ultimo turno |  |
|  |             |                  |             |             |             |  |  |              |               |              |              |              |  |
|  | 3           | Bernarda Pera    | 6           | 3           |             |  |  |              |               |              |              |              |  |
|  | WC          | Daria Lopatetska | 3           | 0           | r           |  |  | 3            | Bernarda Pera | 7            | 4            | 6            |  |
|  |             | Barbara Haas     | 6           | 63          | 0           |  |  | 13           | Camila Giorgi | 6            | 6            | 4            |  |
|  | 13          | Camila Giorgi    | 3           | 7           | 6           |  |  |              |               |              |              |              |  |

### Sezione 4
|  | Primo turno | Primo turno       | Primo turno       | Primo turno | Primo turno |  |  | Ultimo turno | Ultimo turno      | Ultimo turno      | Ultimo turno | Ultimo turno |  |
|  |             |                   |                   |             |             |  |  |              |                   |                   |              |              |  |
|  | 4           | Kristýna Plíšková | Kristýna Plíšková | 65          | 5           |  |  |              |                   |                   |              |              |  |
|  |             | Tereza Martincová | Tereza Martincová | 7           | 7           |  |  |              | Tereza Martincová | Tereza Martincová | 7            | 6            |  |
|  |             | Anna Danilina     | Anna Danilina     | 4           | 2           |  |  | 10           | Misaki Doi        | Misaki Doi        | 5            | 1            |  |
|  | 10          | Misaki Doi        | Misaki Doi        | 6           | 6           |  |  |              |                   |                   |              |              |  |

### Sezione 5
|  | Primo turno | Primo turno         | Primo turno         | Primo turno | Primo turno |  |  | Ultimo turno | Ultimo turno  | Ultimo turno  | Ultimo turno | Ultimo turno |  |
|  |             |                     |                     |             |             |  |  |              |               |               |              |              |  |
|  | 5           | Jil Teichmann       | Jil Teichmann       | 6           | 6           |  |  |              |               |               |              |              |  |
|  |             | Margarita Gasparyan | Margarita Gasparyan | 3           | 4           |  |  | 5            | Jil Teichmann | Jil Teichmann | 7            | 6            |  |
|  |             | Jana Čepelová       | 6                   | 4           | 6           |  |  |              | Jana Čepelová | Jana Čepelová | 5            | 2            |  |
|  | 14          | Varvara Gracheva    | 4                   | 6           | 4           |  |  |              |               |               |              |              |  |

### Sezione 6
|  | Primo turno | Primo turno           | Primo turno | Primo turno | Primo turno |  |  | Ultimo turno | Ultimo turno          | Ultimo turno | Ultimo turno | Ultimo turno |  |
|  |             |                       |             |             |             |  |  |              |                       |              |              |              |  |
|  | 6           | Daria Kasatkina       | 67          | 6           | 4           |  |  |              |                       |              |              |              |  |
|  |             | Natalia Vikhlyantseva | 7           | 4           | 0r          |  |  | 6            | Daria Kasatkina       | 5            | 6            | 6            |  |
|  |             | Aliaksandra Sasnovich | 3           | 6           | 6           |  |  |              | Aliaksandra Sasnovich | 7            | 1            | 1            |  |
|  | 11          | Viktorija Golubic     | 6           | 3           | 1           |  |  |              |                       |              |              |              |  |

### Sezione 7
|  | Primo turno | Primo turno       | Primo turno       | Primo turno | Primo turno |  |  | Ultimo turno | Ultimo turno    | Ultimo turno    | Ultimo turno | Ultimo turno |  |
|  |             |                   |                   |             |             |  |  |              |                 |                 |              |              |  |
|  | 7           | Laura Siegemund   | Laura Siegemund   | 6           | 6           |  |  |              |                 |                 |              |              |  |
|  | WC          | Mubaraka Al-Naimi | Mubaraka Al-Naimi | 0           | 0           |  |  | 7            | Laura Siegemund | Laura Siegemund | 7            | 7            |  |
|  |             | Magdalena Fręch   | 6                 | 65          | 6           |  |  |              | Magdalena Fręch | Magdalena Fręch | 5            | 5            |  |
|  | 15          | Peng Shuai        | 4                 | 7           | 0           |  |  |              |                 |                 |              |              |  |

### Sezione 8
|  | Primo turno | Primo turno         | Primo turno         | Primo turno | Primo turno |  |  | Ultimo turno | Ultimo turno     | Ultimo turno     | Ultimo turno | Ultimo turno |  |
|  |             |                     |                     |             |             |  |  |              |                  |                  |              |              |  |
|  | 8           | Kirsten Flipkens    | Kirsten Flipkens    | 6           | 7           |  |  |              |                  |                  |              |              |  |
|  |             | Ysaline Bonaventure | Ysaline Bonaventure | 3           | 64          |  |  | 8            | Kirsten Flipkens | Kirsten Flipkens | 6            | 6            |  |
|  |             | Lesia Tsurenko      | 6                   | 4           | 1           |  |  | 16           | Greet Minnen     | Greet Minnen     | 1            | 3            |  |
|  | 16          | Greet Minnen        | 3                   | 6           | 6           |  |  |              |                  |                  |              |              |  |